# Wilhelm Ritterbach

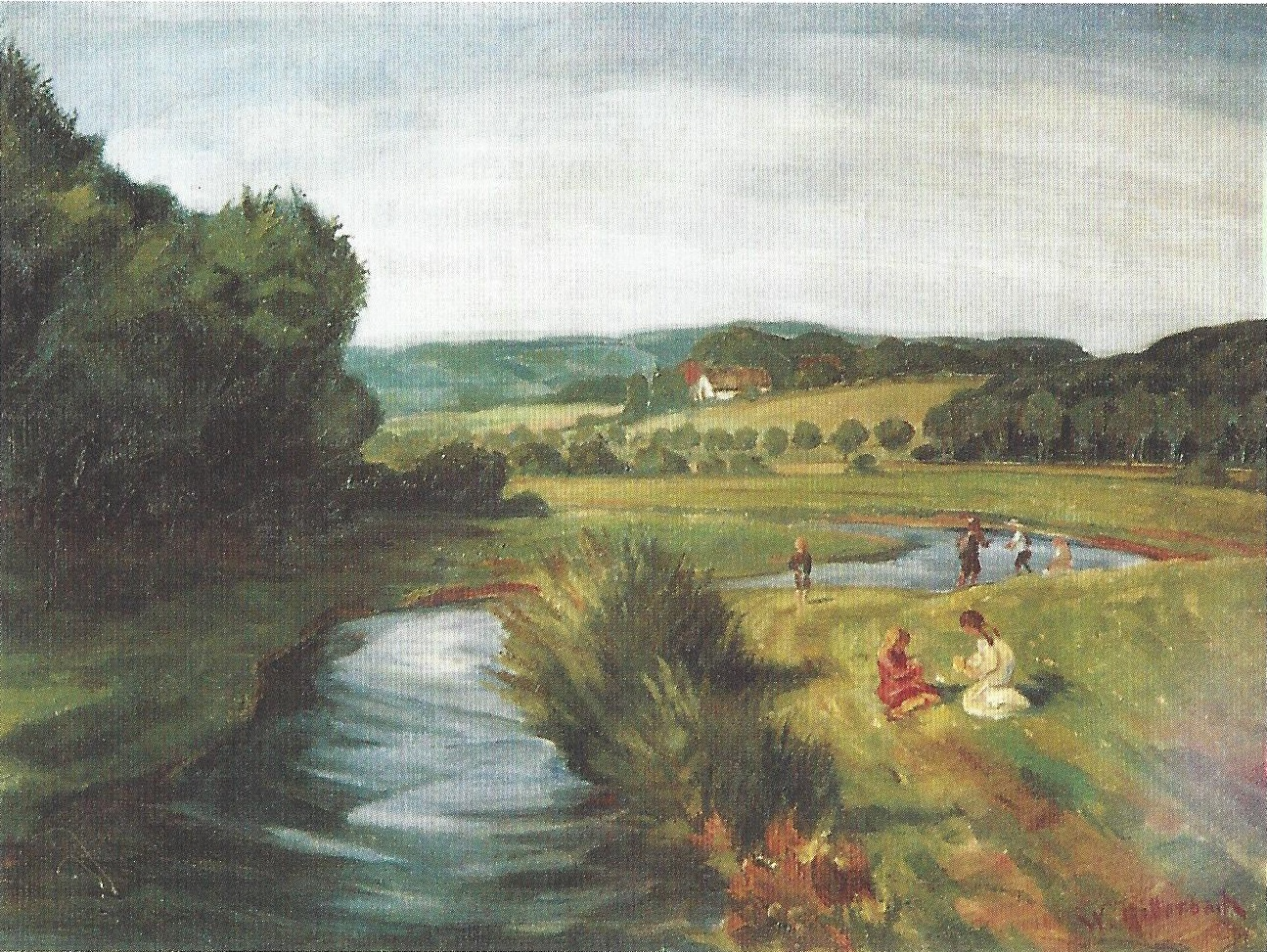
Möhnetal avec Gutshof Moosfelde (1912), huile sur toile

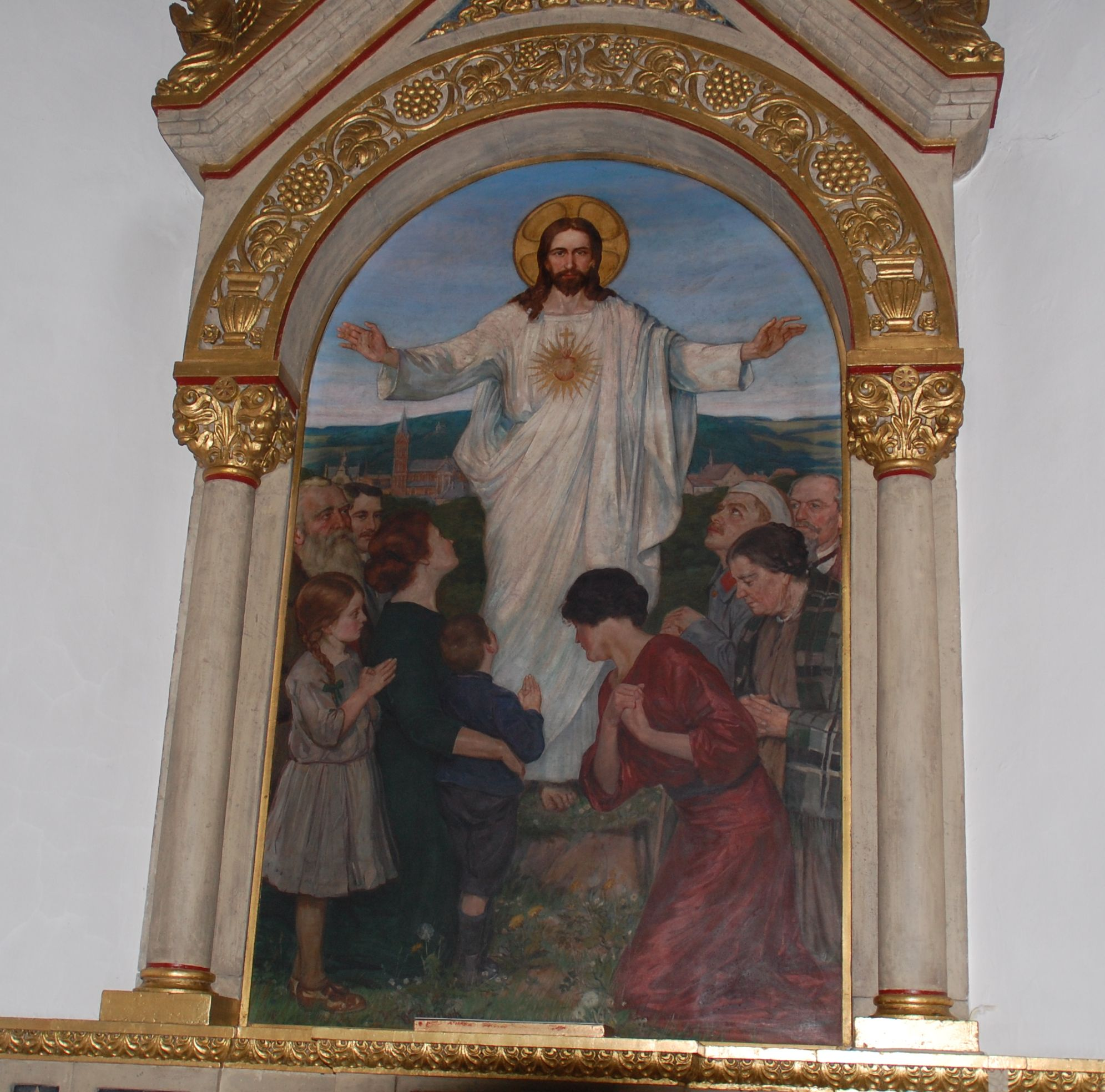
Retable de l'église St. Johannes Baptist Neheim. Le peintre se dépeint comme un homme avec une moustache noire.

Wilhelm Caspar Heinrich Ritterbach, né le 24 mai 1878 à Neheim et mort le 24 novembre 1940 à Düsseldorf, est un peintre allemand.

## Biographie
Wilhelm Ritterbach naît le 24 mai 1878 à Neheim. Il est le dixième des douze enfants du maître peintre Heinrich Ritterbach (né en 1836) et de sa mère Clara Francisca Carolina (née Cöppicus en 1839). Ses intérêts artistiques se manifestent dès son plus jeune âge. À Neheim, il fréquente l'école du directeur. À l'âge de quatorze ans, il entre en apprentissage chez un peintre décorateur à Arnsberg. Ensuite, il fréquente l'école des arts et métiers de Düsseldorf. Vers 1898, il travaille dans différentes villes de Rhénanie. À partir de 1899, il fréquente l'Académie des beaux-arts de Düsseldorf. Parmi ses professeurs figurent Johann Peter Theodor Janssen, Eduard von Gebhardt et Heinrich Lauenstein.
En 1903, il termine ses études en tant que maître-étudiant et dispose d'un atelier libre jusqu'en 1907. Il devient un peintre de commande prospère, spécialisé dans les portraits, les paysages et les études de tête. Outre la peinture à l'huile, il se consacre également au dessin et à l'aquarelle. Lors de l'exposition d'art de Düsseldorf de 1904, son tableau Neheimer Möhnewehr am Wiedenberg attire beaucoup d'attention. L'œuvre est acquise par l'association des arts de la Rhénanie et de la Westphalie. La même année, il effectue son premier long séjour en Italie. Il voyage également à Paris, en Hollande et en Belgique. Il visite également de nombreux lieux d'art allemands. Un autre voyage en Italie en 1911 dure environ six mois.
Déjà en tant qu'étudiant, il faisait partie de l'association d'artistes  Malkasten à Düsseldorf. Plus tard, il apparaît dans l'annuaire des membres comme un "peintre d'art académique". Entre 1911 et 1922 et de 1924 à 1939, il y figure en tant que membre à part entière sans limite de temps. En tant que membre de l'association, il utilise également l'atelier de la Jacobistraße. Il participe à la vie de l'association en organisant des festivals et des défilés d'artistes. Wilhelm Ritterbach est également membre de l'association d'artistes Laetitia, également à Düsseldorf. Il participe à leur exposition anniversaire en 1914 avec quatre tableaux.
Bien que vivant à Düsseldorf, il reste lié à sa ville natale, notamment en ce qui concerne les motifs de nombre de ses œuvres. L'exposition d'art et d'antiquités de Neheim organise une exposition de ses œuvres en 1910. Ses peintures sont également présentées dans des expositions à Munich et à Berlin.
À partir de 1915, Wilhelm Ritterbach participe à la Première Guerre mondiale en tant que soldat en Russie et en France. En plus de ses devoirs normaux de guerre, il peut continuer à peindre.
En 1922, il épouse Elisabeth Prünte, la fille d'un propriétaire d'usine de Neheim. De ca mariage, quatre enfants naissent. La famille habite à Düsseldorf-Rath. Wilhelm Ritterbach est influencé par la religion et étroitement lié à l'Église catholique, ce qui se reflète également dans son art. C'est probablement l'une des raisons pour lesquelles le national-socialisme ne l'attire apparemment guère. En 1937, il subit sa première attaque cérébrale, suivie d'une deuxième en 1940, dont il ne s'en remet jamais.
Le maître serrurier, auteur et enlumineur Eberhard Aloys Ritterbach (1882-1962) est son frère cadet.

## Œuvre
L'œuvre de Wilhelm Ritterbach peut être attribuée en partie au mouvement Heimatkunst, est en partie orientée vers l'historicisme, mais montre également des influences impressionnistes. Il s'est d'abord concentré sur les paysages, principalement ceux de son Sauerland natal. Il a peint des tableaux des environs de Neheim, comme les environs de la chapelle de Fürstenberg, le monastère d'Oelinghausen, la Möhne avec le domaine de Moosfelde. Ce dernier appartenait à la famille de sa femme à l'époque. D'autres peintures de paysages présentent des motifs issus de ses voyages, notamment en Italie. En outre, il y a des œuvres qu'il a peintes pendant son service de guerre en Russie, en Pologne ou en France.
Plus tard, il a également été un portraitiste recherché. Pendant la guerre, par exemple, il a réalisé des peintures de hauts personnages militaires tels que Paul von Hindenburg. Pendant la République de Weimar, il a été chargé par l'État de créer un portrait du chancelier du Reich Wilhelm Marx. En outre, il a également peint de nombreux tableaux représentant les membres de sa propre famille.

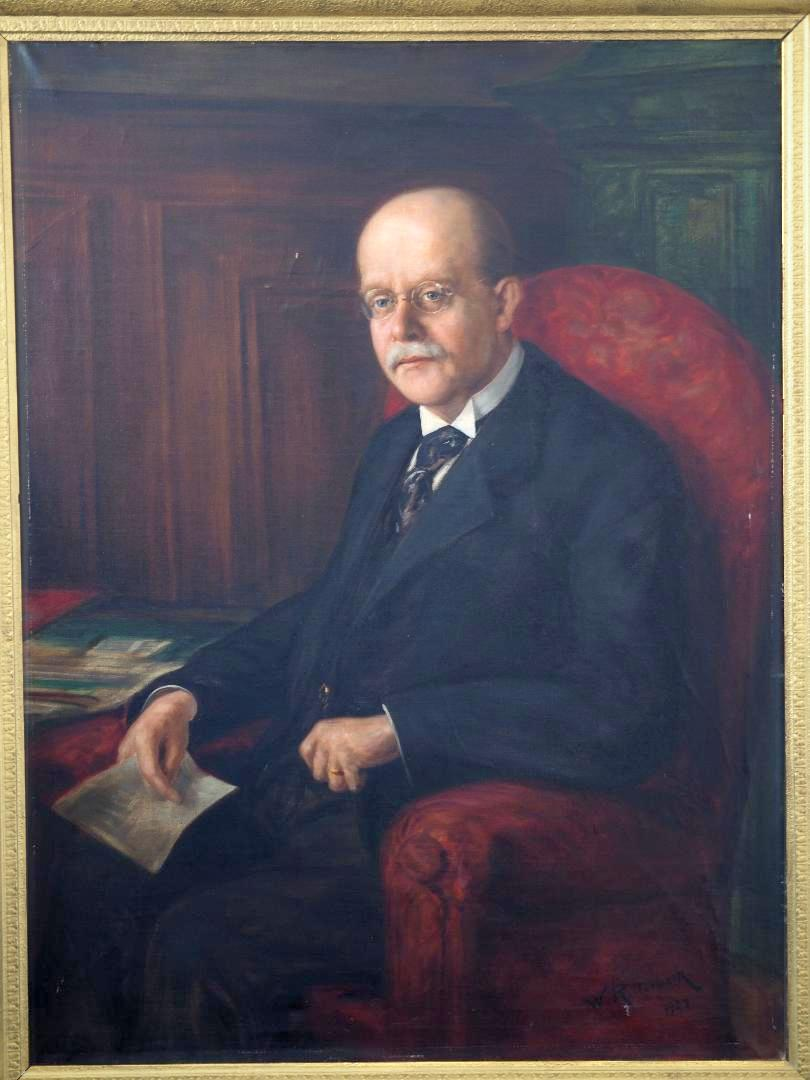
Portrait du chancelier Wilhelm Marx par Wilhelm Ritterbach, Düsseldorf 1924

Les motifs religieux et les peintures commandées par des organisations catholiques constituent un autre point fort de son travail. Il a créé une image du "Bon Samaritain" pour l'hôpital de Neheim et un retable pour l'église locale de St. Johannes Baptist. Il réalise d'autres tableaux religieux et fresques pour des clients à Düsseldorf, Ratingen, Fröndenberg, Wuppertal, Glessen (près de Cologne ) et Essen. On connaît aujourd'hui une peinture dans le bâtiment de l'organisation de l'école catholique et une autre dans la Caritashaus d'Essen. Il a réalisé un certain nombre de portraits de madones sur commande privée. Pour le cardinal Karl Joseph Schulte de Cologne, il a créé une peinture de l'intérieur de l'église du monastère Himmelpforten. Il a également créé des décorations d'église à  Elberfeld, Rath et dans d'autres endroits.Certaines de ses images religieuses ont été largement diffusées sous forme d'images dévotionnelles ronéotypées ou de peintures murales dans les écoles.

## Réception
Le Neheim-Hüsten Heimatbund a organisé la première exposition de ses œuvres après la mort de l'artiste en 1995. Par la suite, une "salle Ritterbach" a existé pendant un certain temps au Fresekenhof pour exposer certaines de ces photos. En outre, il s'est efforcé de compiler les œuvres de Wilhelm Ritterbach et de rechercher des images inconnues. Ce faisant, il a repris le travail préliminaire d'un catalogue raisonné commandé par la ville entre 1986 et 1988.